# 대한민국 민법 제19조
대한민국 민법 제19조는 거소에 대한 민법총칙 제2장 인 제2절 주소의 조문이다. 1958년 2월 22일 제정되어 법률 제471호로 1960년 1월 1일에 시행되었다. 생활의 근거지인 주소와 실제 거주지인 거소의 구분을 정하고 있다.

## 조문
제19조(거소) 주소를 알 수 없으면 거소를 주소로 본다.

第19條(居所) 住所를 알 수 없으면 居所를 住所로 본다.

## 비교 조문
일본 민법 제23조(거소) 1. 주소를 알 수 없는 경우에는 거소를 주소로 본다.

민법 제18조 (주소)①생활의 근거되는 곳을 주소로 한다.
②주소는 동시에 두곳이상 있을 수 있다.

민법 제20조 (거소)국내에 주소없는 자에 대하여는 국내에 있는 거소를 주소로 본다.

## 해설
의용민법(구민법) 제22조와 같은 취지이며 중화민국 민법 제22조, 스위스민법 제24조 등을 참조하였으며 일본민법 제23조와 만주민법 제18조와 가장 유사하다.

## 판례

### 거소의 의미
‘거소’라 함은 생활의 근거가 될 정도에는 이르지 못하였지만, 예컨대 하숙집, 장기 입원 중인 병원, 장기 체류 중인 호텔 등 상당 기간 계속하여 거주하는 장소를 말한다

## 참고 문헌
- 오현수, 일본민법, 진원사, 2014. ISBN 9788963463452
- 오세경, 대법전, 법전출판사, 2014 ISBN 9788926210277
- 이준현, LOGOS 민법 조문판례집, 미래가치, 2015. ISBN 9791155020869

## 같이 보기
- 주민등록
- 주소
- 상거소
- 주민등록
- 가주소
- 현재지
- 대한민국 민법 제19조 거소
- 대한민국 민법 제20조 거소
- 대한민국 민법 제21조 가주소
- 대한민국 민법 제22조 부재 및 실종의 표준
- 대한민국 민법 제27조 부재 및 실종의 표준
- 대한민국 민법 제467조 변제의 장소
- 대한민국 민법 제998조 상속개시의 장소

1. ↑  인천지방법원 2017. 6. 13. 선고 2016구단50904 판결